# Кара-Булак (Чуйская область)
Кара-Булак (кирг. Кара-Булак) — село в Кеминском районе Чуйской области Кыргызстана. Административный центр Кара-Булакского аильного округа. Код СОАТЕ — 41708 213 820 01 0.

## Население
| год     | 2009 | 2014 | 2015 |
| ------- | ---- | ---- | ---- |
| человек | 777  | 815  | 982  |